# Jay Street – MetroTech
Jay Street – MetroTech – stacja metra nowojorskiego, na linii A, C, F, N i R. Znajduje się w dzielnicy Brooklyn, w Nowym Jorku i zlokalizowana jest pomiędzy stacjami High Street – Brooklyn Bridge, York Street, Court Street oraz Hoyt–Schermerhorn Streets, Bergen Street i DeKalb Avenue. Została otwarta 1 lutego 1933.